# Rhaphuma encausta
Rhaphuma encausta är en skalbaggsart som beskrevs av Holzschuh 1991. Rhaphuma encausta ingår i släktet Rhaphuma och familjen långhorningar. Inga underarter finns listade i Catalogue of Life.